# 野波浩
野波浩（1954年—），出生於島根縣，日本知名攝影家，為不少藝人、樂團及劇團等拍攝宣傳照及寫真集。他特別擅長將照片透過CG及影像處理技術後製，讓作品風格獨樹一格。

## 曾拍攝過的藝人與團體
- 江角真紀子：《E-MODE》寫真集，1999年出版
- 月之海：《ZOE》寫真集，1995年出版
- NIGHTMARE樂團：宣傳照
- 陰陽座樂團：宣傳照
- 新感線劇團（劇団☆新感線）：宣傳照
- 寶塚歌劇團：宣傳照

## 外部連結
- （日語）野波浩オフィシャルブログ(editions-treville) （页面存档备份，存于） 個人網誌